# Dia Mundial dels Animals

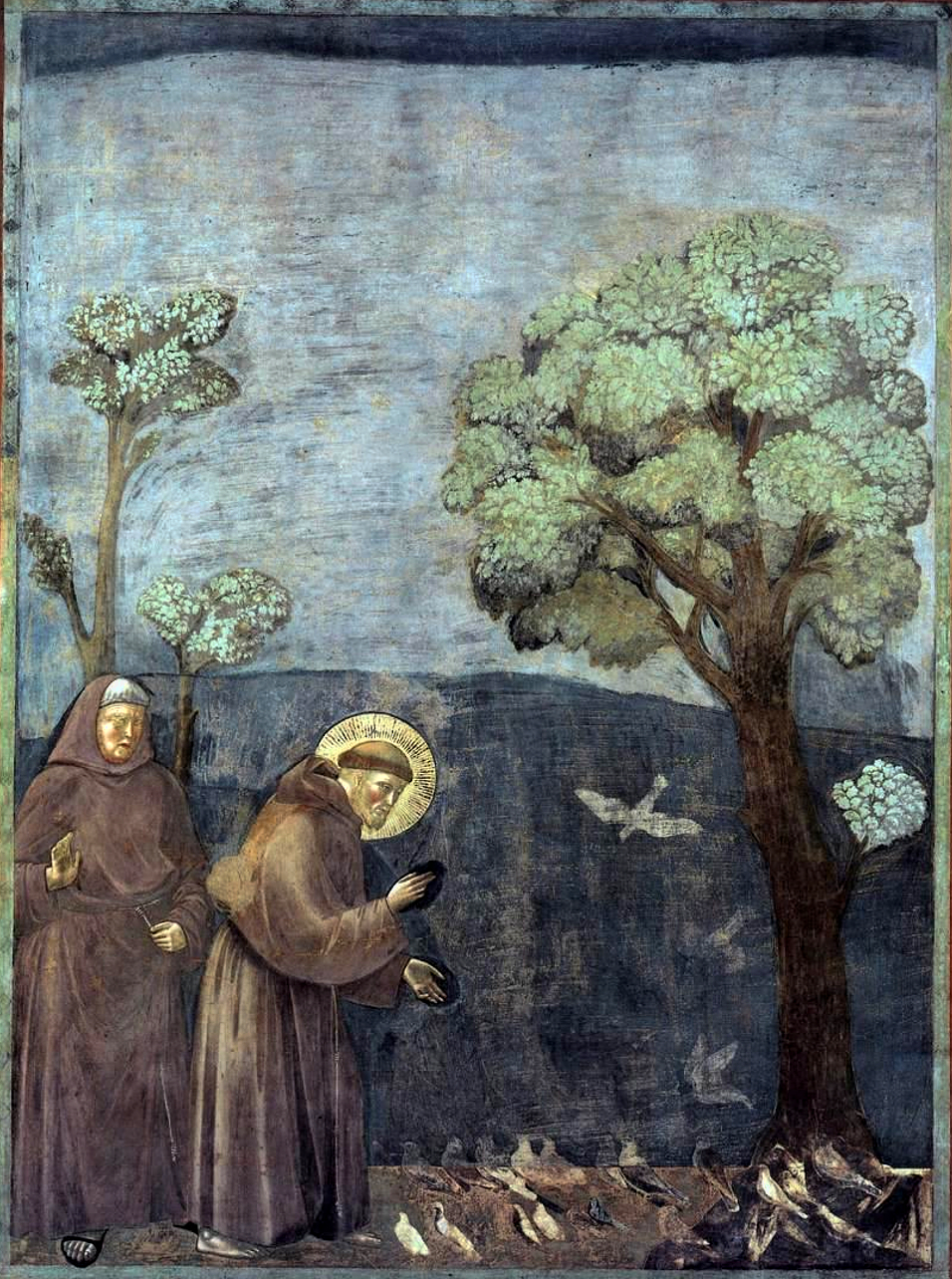
Francesc d'Assís fent un sermó als ocells

El Dia Mundial dels Animals se celebra cada any el 4 d'octubre. Va néixer a Florència, Itàlia el 1931 en un congrés mundial d'organitzacions mundials de protecció animal. Aquest dia se celebra la vida animal en totes les seves formes i s'organitzen esdeveniments a tot el món.
La idea del Dia Mundial dels Animals va ser impulsada per Heinrich Zimmermann, escriptor i editor alemany de la revista Mensch und Hund (Home i gos). Zimmermann va organitzar el primer Dia Mundial de l'Animal el 24 de març de 1925 a Berlín. Inicialment només es va celebrar a Alemanya, Àustria, Suïssa i Txecoslovàquia, tot i que l'escriptor va treballar incansablement en la promoció d'aquest dia. Al maig de 1931, les organitzacions mundials de protecció animal reunides en un congrés a Florència, van recolzar per unanimitat la proposta de Heinrich Zimmermann de fer el 4 d'octubre el dia universal dels animals.
Sovint s'adverteix erròniament que el Dia Mundial dels Animals va ser adoptat en una reunió d'ecologistes el 1931 i que el dia pretén ressaltar la difícil situació de les espècies en perill d'extinció. Potser aquest error es deu al fet que Sant Francesc d'Assis es també patró dels animals i del medi ambient. El Dia Mundial dels Animals, però, és ara més que la celebració d'un sant cristià i avui és observat per amants dels animals de totes les creences i nacionalitats: benediccions d'animals són realitzades en esglésies, sinagogues, en parcs o camps, refugis d'animals organitzen esdeveniments per recaptar fons, grups de vida salvatge organitzen exposicions d'informació, escoles hi fan treballs relacionats i la ciutadania també participa en accions en favor dels animals.
A Argentina se celebra el 29 d'abril com homenatge a la defunció (en 1926) del doctor Ignacio Lucas Albarracín. Albarracín va ser, juntament amb Domingo Faustino Sarmiento, un dels fundadors de la Societat Argentina Protectora d'Animals i el propulsor de la Llei Nacional de Protecció d'Animals (N° 2786.).